# Battaglia di Quistello
La battaglia di Quistello è stata una battaglia combattuta a Quistello il 14 settembre 1734 dall'Austria contro il Regno di Francia e il Regno di Sardegna nell'ambito della guerra di successione polacca.

## Storia

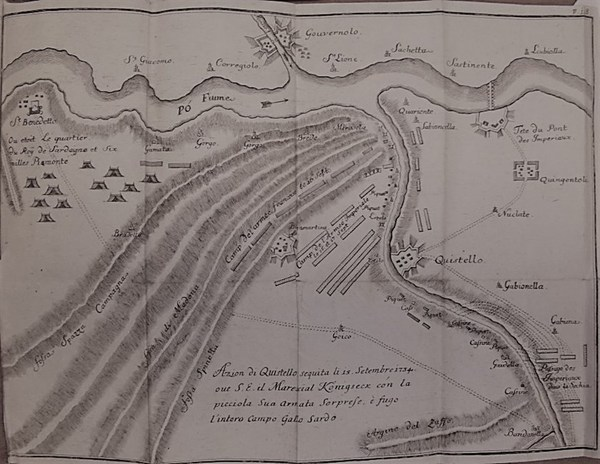
Mappa raffigurante l'ordine della battaglia di Quistello

Mentre era in corso la guerra di successione polacca, l'esercito dei 58 000 soldati gallo-sardi guidato da Carlo Emanuele III si trovava accampato sulla riva sinistra del fiume Secchia. Sulla riva opposta si trovava invece un altrettanto numeroso esercito di austriaci, guidato dal conte di Königsegg.
Königsegg, approfittando delle truppe di rinforzo appena giunte, decise di sferrare un attacco notturno a sorpresa contro i francesi, che stavano già organizzandosi per la tregua invernale. Il duca di Broglie e il maresciallo di Coigny furono colti alla sprovvista durante il sonno e furono costretti ad una fuga precipitosa.
La cavalleria e la fanteria sarda (in particolare i dragoni del Genovese e i fanti delle Guardie) riuscirono ad ostacolare l'avanzata nemica.
Il bilancio dello scontro, alla vigilia della battaglia di Guastalla, ammontava a 7 500 perdite per i gallo-sardi (di cui 500 morti, 3500 feriti e 3500 prigionieri di guerra). Sul fonte imperiale si registrarono quasi mille perdite tra morti e feriti.
Nella successiva battaglia di Guastalla (chiamata anche battaglia di Luzzara) del 19 settembre gli austriaci restarono sconfitti e ripiegarono in Tirolo. Le vicende belliche della guerra di successione polacca si conclusero con il trattato di Vienna del 18 novembre 1738.

## Ricordo

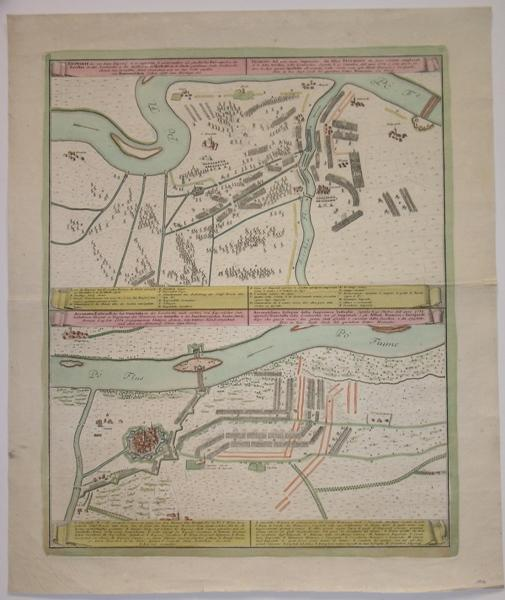
Eredi Johannes Baptiste Homann, Disegno del passaggio che fecero i soldati imperiali di là della Secchia li 15 settembre 1734 e Accuratissimo disegno della sanguinosa battaglia appresso Guastalla

Dopo la battaglia, Carlo VI fece coniare una medaglia commemorativa.
Lo stemma del comune di San Giovanni del Dosso (che un tempo era frazione del Comune di Quistello) contiene due spade incrociate tra due fiumi su sfondo rosso, disegnate in ricordo di questa cruenta battaglia.